# Планинска еления
Планинската еления (Elaenia frantzii) е вид птица от семейство Tyrannidae.

## Разпространение
Видът е разпространен във Венецуела, Гватемала, Колумбия, Коста Рика, Никарагуа, Панама, Салвадор и Хондурас.